# Воронезький провулок (Київ)
Воро́незький прову́лок — зниклий провулок, що існував у Дніпровському районі (на той час — Дарницькому) міста Києва, місцевості Березняки, Кухмістерська слобідка. Пролягав від вулиці Серафимовича до Підрічної вулиці. 

## Історія
Провулок виник у 1-й чверті XX століття, мав назву Комсомольський. Назву Воронезький провулок набув 1955 року.
Офіційно ліквідований 1971 року у зв'язку зі знесенням старої забудови.